# Joseph Bologne Chevalier de Saint-George

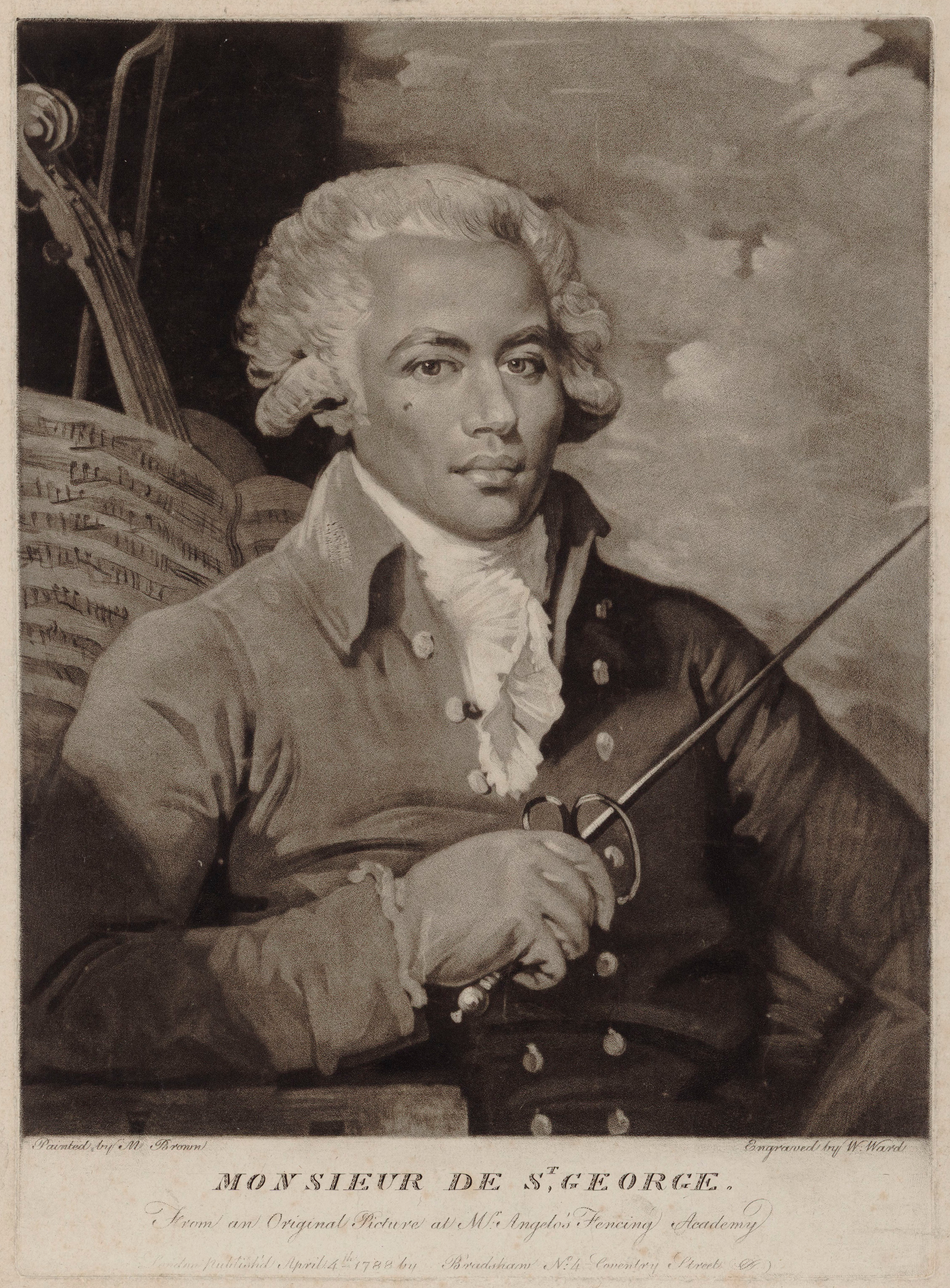
Joseph Bologne Chevalier de Saint-George

Joseph Bologne Chevalier de Saint-George (Guadeloupe, 25 december 1745 – Parijs, 12 juni 1799), bijgenaamd De zwarte Mozart, was een Frans componist, violist, militair en befaamd schermer.
Saint-George was van Frans-Afrikaanse afkomst. Zijn moeder was een slavin, oorspronkelijk uit Senegal, zijn vader de Fransman George de Bologne Saint-George, 'fermier-général à la Guadeloupe' en eigenaar van een plantage. Zijn vader bracht hem  als 'fils mulâtre' (mulat) op 10-jarige leeftijd naar Frankrijk.
Hij zat zes jaar op een kostschool (tot zijn 19e) waar hij het schermen leerde van Nicolas Texier de la Boëssière. Zijn eerste faam genoot hij als kampioen schermer. Hij kreeg muziekonderricht van François-Joseph Gossec en waarschijnlijk vioolles van Jean-Marie Leclair. Hij trad in 1761 in dienst als officier van de Garde Royale. Omdat hij slechts drie maanden per jaar in actieve dienst was, kon hij zijn studie gewoon vervolgen.
In 1773 werd hij benoemd tot dirigent van Le Concert des Amateurs, een voor die tijd groot orkest met 70 leden, bestaande uit zowel beroeps- als amateurmusici, nadat hij enkele jaren als eerste violist in het orkest had gespeeld. Toen Le Concert des Amateurs in 1781 wegens gebrek aan geld ophield te bestaan, richtte Saint-George een nieuw orkest op onder de naam Le Concert de la Loge Olympique.Graaf d'Ogny gaf vervolgens opdracht aan Joseph Haydn om zes nieuwe werken voor het orkest te schrijven, wat in 1786 resulteerde in de Parijse Symfonieën, die Saint-George op voordracht van Haydn mocht dirigeren.
Toen in 1789 de Franse Revolutie uitbrak, koos Saint-George de zijde van de revolutionairen en voerde als kolonel het Légion Franche à Cheval des Américains, een legeronderdeel dat geheel uit zwarte soldaten bestond. Dat belette hem niet zich verder actief met de muziek bezig te houden. In 1790 componeerde hij zelfs, nog steeds in het leger, een opera "Guillaume-Tout-Cœur ou les Amis de village".
Tijdens de Franse Revolutie keerde hij ernstig gewond terug van Saint-Domingue, het huidige Haïti, naar Frankrijk, waar hij een strijd had gevoerd tegen kolonisten, die tegen afschaffing van de slavernij waren. 
Na de Franse Revolutie werd Saint-George, evenals alle zwarte soldaten, gevangen gezet. Hij wenste zich niet te verhouden tot deze hem opgelegde norm en protesteerde niet, maar toonde in plaats daarvan, samen met vele lotgenoten, perspectief, kracht en mogelijkheden. Toen de Franse Revolutie voorbij was werden alle zwarte militairen gevangen genomen en tot slaaf gemaakt. Saint-George kreeg echter een jaar gevangenisstraf en na zijn vrijlating keerde hij naar Parijs terug waar hij de leiding kreeg over het orkest Le Cercle de l’Harmonie. Hij behaalde er successen mee, maar recensies daarvan werden niet in de pers opgenomen. Ook zijn relaties van voor de revolutie waren verbroken. Hij overleed ten gevolge van vereenzaming en een ernstige blaasinfectie.
Saint-George is gedurende 200 jaar in de vergetelheid geraakt. Naar schatting is slechts een derde (rond 300) van zijn composities (symfonieën, vioolconcerten, strijkkwartetten, et cetera) bewaard gebleven. Dit kwam doordat Napoleon na de Franse Revolutie de Code Noir in 1803 toevoegde aan de Code Civil, wat inhield dat de slavernij opnieuw werd ingevoerd en dat het kleurlingen en zwarte mensen op vele vlakken belet werd verder aan de samenleving deel te nemen.
In de 21e eeuw kwam er hernieuwde belangstelling voor zijn werk en zijn leven.